# Берёзкин, Сергей Владимирович
Серге́й Влади́мирович Берёзкин (род. 23 июня 1955, Ярославль) — российский государственный деятель, Член Совета Федерации (2020—2024), председатель Общественной палаты Ярославской области (2016—2020, с 2024 г.)

## Биография
Сергей Берёзкин родился 23 июня 1955 года в Ярославле.
В 1977 году окончил автомеханический факультет Ярославского технологического института, специальность — инженер-механик. В 1991 году окончил Российский социально-политический институт, специальность — политолог.
С 1977 года работал механиком цеха на заводе «Красный маяк» (Ярославль).
В дальнейшем трудился на комсомольской и партийной работе, пройдя карьерный рост от инструктора до первого секретаря Ярославского горкома ВЛКСМ.
В 1991 году был назначен заведующим отделом Ярославского горкома КПСС.
В 1993 году устроился в администрацию Ярославской области. В разные годы был консультантом организационно-контрольного управления, заместителем руководителя секретариата — начальником отдела по организационной работе, начальником организационно-контрольного управления при губернаторе Ярославской области, начальником административно-контрольного управления администрации, управляющим делами администрации Ярославской области.
С 2008 по 2014 год был заместителем губернатора Ярославской области. Занимался вопросами региональной безопасности, взаимодействия с правоохранительными органами, обеспечения взаимодействия с общественными организациями, материально-технического и транспортного обеспечения органов государственной власти региона.
С 2014 года являлся советником губернатора Сергея Ястребова по вопросам патриотического воспитания.
В 2015 году стал членом Общественной палаты Ярославской области.
4 октября 2016 года занял пост председателя Общественной палаты региона.
18 июня 2020 года губернатор Ярославской области Дмитрий Миронов наделил Сергея Берёзкина полномочиями члена Совета федерации от исполнительной власти региона.
В 2022—2024 годах советник губернатора Ярославской области.
В марте 2024 года вновь избран председателем Общественной Палаты Ярославской области.
Из-за поддержки нарушения территориальной целостности Украины во время российско-украинской войны находится под персональными международными санкциями Евросоюза, США, Великобритании и ряда других стран.

## Личная жизнь
Женат, имеет двух дочерей.

## Награды
- Медаль «За трудовую доблесть» (1986)